# Terentius Valerianus
Terentius Valerianus (sein Praenomen ist nicht bekannt) war ein im 3. Jahrhundert n. Chr. lebender Angehöriger des römischen Ritterstandes (Eques).
Durch eine Weihinschrift auf einem Altar, der beim Kastell Banna gefunden wurde und der auf 201/300 datiert wird, ist belegt, dass Valerianus Tribun der Cohors I Aelia Dacorum war, die zu diesem Zeitpunkt in der Provinz Britannia stationiert war. Valerianus weihte den Altar der Gottheit Cocidius.